# Calling Dr. Death
Calling Dr. Death – amerykański film grozy z 1943 roku. Film jest adaptacją słuchowiska radiowego.

## Obsada[1]
- Lon Chaney Jr. – dr Mark Steel
- Patricia Morison – Stella Madden
- J. Carrol Naish – Inspector Gregg
- David Bruce – Bob Duval
- Ramsay Ames – Maria Steele
- Fay Helm – pani Duval
- Holmes Herbert – Bryant